# Diritti LGBT in Corea del Nord
In Corea del Nord non esiste alcuna possibilità di visibilità per la comunità LGBT e nessun movimento favorevole al riconoscimento dei diritti LGBT è operante all'interno del Paese, anche se il codice penale non sembra affrontare espressamente il tema riguardante l'omosessualità o l'argomento riguardante trans e bisessuali.  
In questo paese, rimane impossibile qualsiasi movimento politico o a sostegno dei diritti umani, a prescindere che si tratti di movimenti LGBT o non.  Sin dal 1948, dalla nascita della Corea del Nord, l'omosessualità non è mai stata punibile penalmente.

## Politica
L'Associazione di Amicizia con la Corea (Korean Friendship Association), sponsorizzata direttamente dal governo, rappresenta così la sua posizione: "A causa della tradizione culturale coreana non è usuale per le persone, di qualsiasi orientamento sessuale esse siano, dimostrare o impegnarsi in manifestazioni pubbliche d'affetto. In un Paese che ha abbracciato la scienza ed il razionalismo, la Corea del Nord riconosce il fatto che molte persone possano nascere con una caratteristica genetica omosessuale e li tratta con il dovuto rispetto. Gli omosessuali in Corea del Nord non sono mai stati oggetto di repressione, come invece accade in molti regimi capitalisti di tutto il mondo. Tuttavia si pone anche molta enfasi sull'armonia sociale e dei costumi; respinge pertanto fermamente molte delle caratteristiche della cultura popolare omosessuale presente in Occidente, la quale abbraccia il consumismo, il classismo e la promiscuità". Non è ben chiaro quale sia l'età del consenso, se ammessi, per i rapporti omosessuali.
La Corea del Nord in ogni caso si è sempre espressa contro le dichiarazioni dell'ONU sull'orientamento sessuale e l'identità di genere, che chiede a tutti i Paesi membri la depenalizzazione mondiale dell'omosessualità e la rimozione di tutte le cause di discriminazione. 
La propaganda nazionale di regime, anche cinematografica, ha talvolta rappresentato l'omosessualità come caratteristica eminentemente occidentale, in particolare statunitense, segno quindi di degenerazione morale.

## Diritto costituzionale
La Costituzione stabilisce che i cittadini godono di eguali diritti in tutte le sfere dell'attività pubblica, parla inoltre di proteggere attivamente il matrimonio e la famiglia.

## Pianificazione familiare
Per tutti gli anni '50, '60 e '70 del XX secolo le rappresentazioni pubbliche o i riferimenti di qualunque tipo alla sfera sessuale erano considerate altamente tabù e sottoposte a censura: la sessualità in senso lato è stata del tutto ignorata o relegata come debolezza decadente del mondo capitalistico.
Il matrimonio è sempre stato l'unione per tutta la vita tra un uomo e una donna coreani con lo scopo di procreare; il matrimonio era una scelta rarissima ed il sesso al di fuori del matrimonio attivamente scoraggiato dal governo.
Tutto ciò ha cominciato molto lentamente a cambiare tra gli anni '80 e '90 attraverso una politica, seppur non ufficiale, più libera. Oggi, mentre l'educazione sessuale è ancora inesistente e le rappresentazioni pubbliche del matrimonio, dei ruoli di genere e della sessualità umana sono completamente tradizionali ed eterosessuali, il governo ha iniziato a far ufficiosamente qualche apertura sul sesso prematrimoniale e l'adulterio, quando siano queste scelte private tra adulti consenzienti.

## Censura
I nordcoreani che sono riusciti a scappare dal paese hanno dichiarato che in nessun modo si parla pubblicamente di omosessualità e che la maggior parte degli omosessuali sono spinti a sposarsi con una persona del sesso opposto. Altri rifugiati hanno osservato che in tutta la nazione è severamente vietato discutere di omosessualità.

## Forze armate
Durante i dieci anni di servizio militare obbligatorio nell'Armata del popolo coreano chiamata Chosŏn inmin'gun è richiesto espressamente il celibato per tutti gli arruolati.

## Tabella riassuntiva
| Attività omosessuale legale                                                                                     | (l'omosessualità non è illegale)          |
| Parità nell'età del consenso sessuale                                                                           | ?                                         |
| Leggi anti discriminatorie nel posto di lavoro                                                                  | ?                                         |
| Leggi anti discriminatorie nella fornitura di beni e servizi                                                    | ?                                         |
| Leggi anti discriminatorie in tutti gli altri settori (inclusa discriminazione indiretta ed espressioni d'odio) | ?                                         |
| Matrimonio omosessuale                                                                                          | No                                        |
| Riconoscimento delle coppie formate da persone dello stesso sesso                                               | ?                                         |
| Possibilità di adozione da parte di coppie dello stesso sesso                                                   | No                                        |
| Permesso di servire apertamente come omosessuali nelle forze armate                                             | (i militari di leva devono essere celibi) |
| Diritto di cambiare genere legalmente                                                                           | ?                                         |
| Accesso alla fecondazione in vitro per le lesbiche                                                              | No                                        |
| Maternità surrogata commerciale per le coppie omosessuali                                                       | ?                                         |
| Permesso di donare il sangue                                                                                    | ?                                         |